# Oslo Filharmoniske Orkester
Oslo Filharmoniske Orkester er Norges største symfoniorkester. Det blev grundlagt i 1919.
Blandt chefdirigenterne kan nævnes Johan Halvorsen, Øyvind Fjelstad, Herbert Blomstedt, Miltiades Caridis, Okko Kamu, Mariss Jansons og André Previn.
Fra 2006 overtog Jukka-Pekka Saraste som chefdirigent.

## Ekstern henvisning
- Oslo Filharmonien Arkiveret 27. januar 2005 hos  Wayback Machine

| Musik | Spire Denne musikartikel er en spire som bør udbygges. Du er velkommen til at hjælpe Wikipedia ved at udvide den. |